# زیردریایی کلاس پلونگر
سابمارین کلاس پلونگر (به انگلیسی: Plunger-class submarine) یک کلاس از زیردریایی است که طول آن ۶۳ فوت ۱۰ اینچ (۱۹٫۴۶ متر) می‌باشد.